# 勝呂奏
勝呂 奏（すぐろ すすむ、1955年 - ）は、日本の日本近代文学研究者。専門は小川国夫、芹沢光治良などの近現代キリスト教作家。桜美林大学教授。

## 来歴
1979年上智大学文学部卒。1981年同大学院文学研究科博士前期課程修了。静岡聖光学院教諭などを経て、2008年に桜美林大学リベラルアーツ学群准教授。2013年、同教授、同大学大学院国際学研究科教授。
2009年、日本キリスト教文学会賞受賞。2013年静岡県文化奨励賞受賞。

## 著書
- 『小川国夫を囲む会 1980～1989』編）江崎書店　1989
- 『小川国夫文学の出発 アポロンの島』双文社出版　1993
- 『正宗白鳥 明治世紀末の青春』右文書院　1996
- 『荒野に呼ぶ声 小川国夫文学の樞奥』審美社　2000
- 『評伝芹沢光治良 同伴する作家』翰林書房　2008
- 『評伝小川国夫　生きられる文士』勉誠出版、2012
- 『評伝藤枝静男　或る私小説家の流儀』桜美林大学出版会、2020

## 参考
- 勝呂奏 - 桜美林大学
- 評伝 小川国夫 - 勉誠出版